# Kampung Gelgel
Kampung Gelgel is een bestuurslaag in het regentschap Klungkung van de provincie Bali, Indonesië. Kampung Gelgel telt 1110 inwoners (volkstelling 2010).